# Часослов Фарнезе
«Часослов Фарнезе» — ілюмінований манускрипт, створений в Римі ренесансним художником Джуліо Кловіо для кардинала Алессандро Фарнезе. На його створення, за свідченням Вазарі, у художника пішло 9 років. Часослов перебував у неаполітанському музеї, в 1903 році придбаний Дж. П. Морганом.
Манускрипт є одним з останніх зразків мистецтва книжкової мініатюри і, мабуть, найвідомішим твором подібного роду в епоху Ренесансу. Він унікальний тим, що відноситься вже до маньєристичної доби, а не до середньовічної, і є, по суті, анахронізмом, створеним після настання епохи книгодрукування.

## Історія
Джуліо Кловіо, автор манускрипту, перебував на службі у кардинала з кінця 1530-х рр. і працював майже виключно на нього протягом наступних 40 років. Алессандро Фарнезе був в середині XVI століття найбільшим приватним колекціонером мистецтва і меценатом.
Часослов став одним з двох творів мистецтва, окремо згаданих у заповіті кардинала Фарнезе: він побажав, щоб манускрипт вічно зберігався в сім'ї його спадкоємців і ніколи не залишав палацу Фарнезе. Книга належала його родині до припинення роду в 1731 р., після чого її успадкували нові володарі Неаполя — іспанські (сицилійські) Бурбони, нащадки Фарнезе по жіночій лінії.

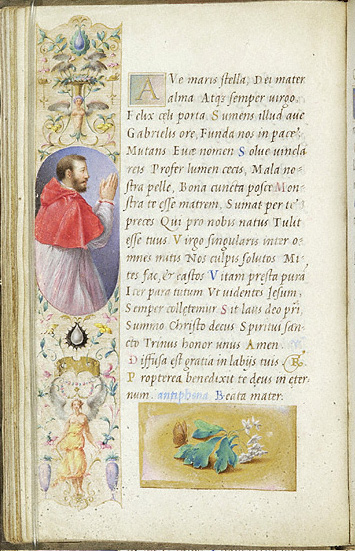
Сторінка часослова з портретом кардинала Фарнезе

Після кардинала Алессандро Фарнезе, Часослов належав його онуку, кардиналу Одоардо Фарнезе; потім герцогу Пармському, який також носив ім'я Одоардо Фарнезе. Після смерті в XVIII столітті Франческо Фарнезе, 7-го герцога Парми, що порушив першу з умов заповіту (перевіз його в Парму, до кабінету герцогської галереї), часослов перейшов у власність Ізабеллі Фарнезе, що стала дружиною Філіпа V, короля Іспанії; у матері манускрипт успадкував король Карлос III, який віддав його своєму третьому синові, Фердинанду I, королю Обох Сицилій. Потім книга належала його сину сицилійському королю Франциску I, слідом — останньому королю Сицилії Франциску II, що був вигнаний і втратив корону.
Його спадкоємець і єдинокровний брат Альфонс де Бурбон продав книгу у Відні, де потім у франкфуртської фірми J. & S.Goldschmidt її придбав знаменитий американський мільйонер Дж. П. Морган у 1903 р. за суму £ 22,500. Часослов був перевезений у Нью-Йорк і в даний момент зберігається в музеї, заснованому Морганом.

## Опис

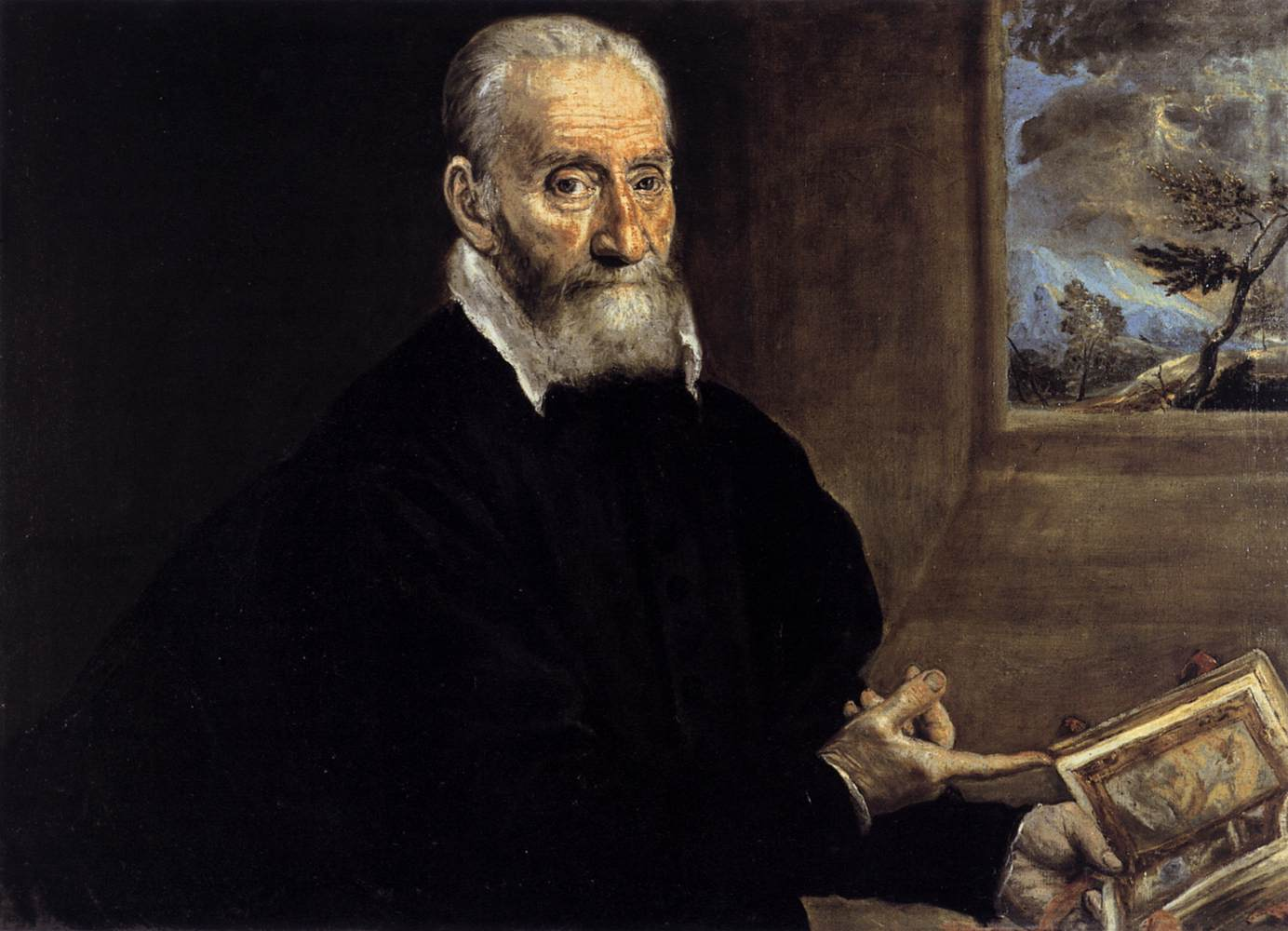
«Портрет Джуліо Кловіо» пензля Ель Греко. В руках Кловіо — «Часослов Фарнезе», зображений у первісному червоному оправленні, без срібла, яке було додане у XVII сторіччі. Книга відкрита на розвороті Fols. 59v-60r: «Сотворення світу» і «Святе сімейство»

Манускрипт містить 114 сторінок, текст написаний латиною. 37 сторінок прикрашені невеликими ілюстраціями і 26 — мініатюрами на повну сторінку. Каліграфічний текст манускрипту був написаний Франческо Монтерчі (Francesco Monterchi), секретарем П'єр Луїджі Фарнезе, батька кардинала, шрифт — курсив, cancelleresca formata.
26 мініатюр на повну сторінку, що знаходяться на розворотах, демонструють унікальну досконалість ренесансних і маньєристичних елементів. Художником використана тонка позолота і яскраві фарби. Всі мініатюри написані за однаковою типологією — сцена зі Старого Заповіту знаходиться навпроти епізоду з Нового Заповіту. Вони обрамлені багатими архітектурними бордюрами, заповненими оголеною натурою, квітами і масками.
Інший елемент часослова — 37 текстових сторінок, що прикрашені орнаментами, зображеннями ландшафтів, натюрмортами і портретами, а також гротесками.
На відміну від середньовічного способу компонування аркуша, в часослові Фарнезе текст і ілюстрації не є цілком взаємопов'язаними один з одним. Навпаки, мініатюри часом трактуються як окремі «картини» у власних рамах. Швидше за все, за зразок для наслідування Кловіо слугували Мікеланджело і Рафаеля, зокрема потужні людські фігури Кловіо нагадують оголених Сикстинської капели. Сам стиль Кловіо близький до манери Парміджаніно, а також зазнав впливу Джуліо Романо.
Збереглося кілька підготовчих графічних аркушів, створених Кловіо при роботі над Часословом.

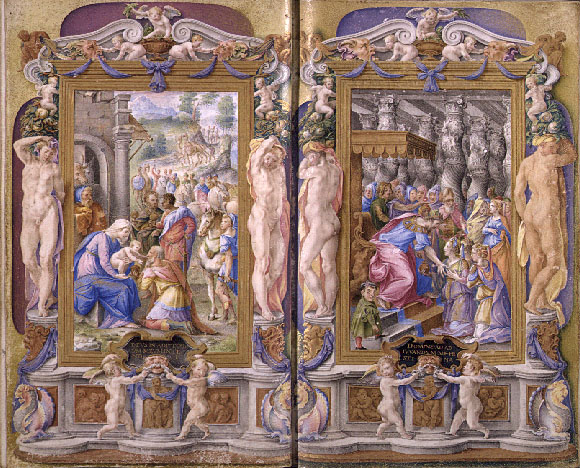
«Поклоніння волхвів» і «Соломон і цариця Савська»

## Художня цінність
Часослов вважається шедевром Кловіо. У своїх мініатюрах він зміг досягти таких вершин майстерності, що заслужив від сучасників епітетів «нового Мікеланджело» і «Рафаеля мініатюр».
Одразу після створення часослов був високо оцінений сучасниками. Вазарі пише про нього, як про один із шедеврів Риму і розповідає, що Кловіо в старості отримував величезне задоволення, показуючи манускрипт відвідувачам, охочим його побачити. Крім того, Вазарі характеризує його швидше як твір божественний, ніж людський (che ella pare cosa divina e non umana).
У наступні роки слава манускрипту, так само як і репутація Кловіо як художника, перестали бути такими яскравими, оскільки головний твір майстра зберігався у приватній колекції і був недоступним для перегляду поціновувачами.